# Wahlenbergia dilatata
Wahlenbergia dilatata là loài thực vật có hoa trong họ Hoa chuông. Loài này được Brehmer miêu tả khoa học đầu tiên năm 1915.